# Měděný kaňon

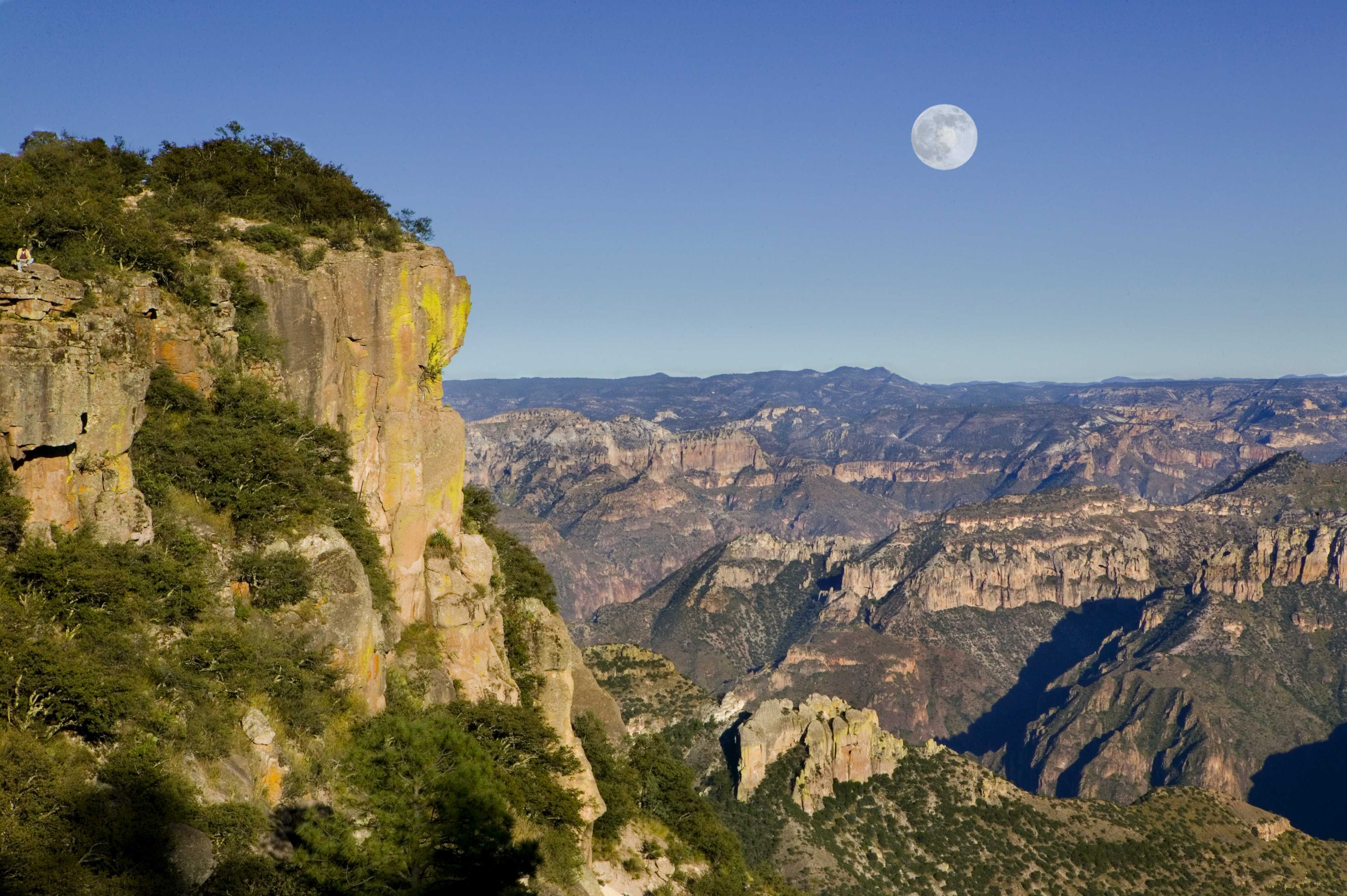
Divisidero, Měděný kaňon, Chihuahua, Mexiko

Měděný kaňon (španělsky: Barrancas del Cobre, anglicky: Copper Canyon) je soustava šesti mohutných kaňonů v pohoří Sierra Madre Occidental v jihozápadní části státu Chihuahua v severozápadním Mexiku. Kaňony byly vytvořeny několika řekami (Batopilas, Urique, Cusárare, San Ignacio a další), které odvodňují západní část pohoří Sierra Tarahumara. Všechny tyto řeky se vlévají do Río Fuerte, která ústí do Kalifornského zálivu. Jméno kaňonu je odvozeno od mědi, jejíž přítomnost je patrná díky zelenkavému zabarvení velkých částí krajiny, zejména samotných stěn kaňonu, kde není přítomna hustá vegetace.